# Église Sainte-Marie Notre-Dame de Sumène
L'église Sainte-Marie Notre-Dame est une église située à Sumène, en France.

## Historique
L'église Sainte-Marie Notre-Dame a été construite à la fin du XVIIe siècle puis a été restaurée au XIXe siècle. La cloche de l'église a été fondue en 1792 et le portail a été en partie détruit en février 1906, lors des inventaires.

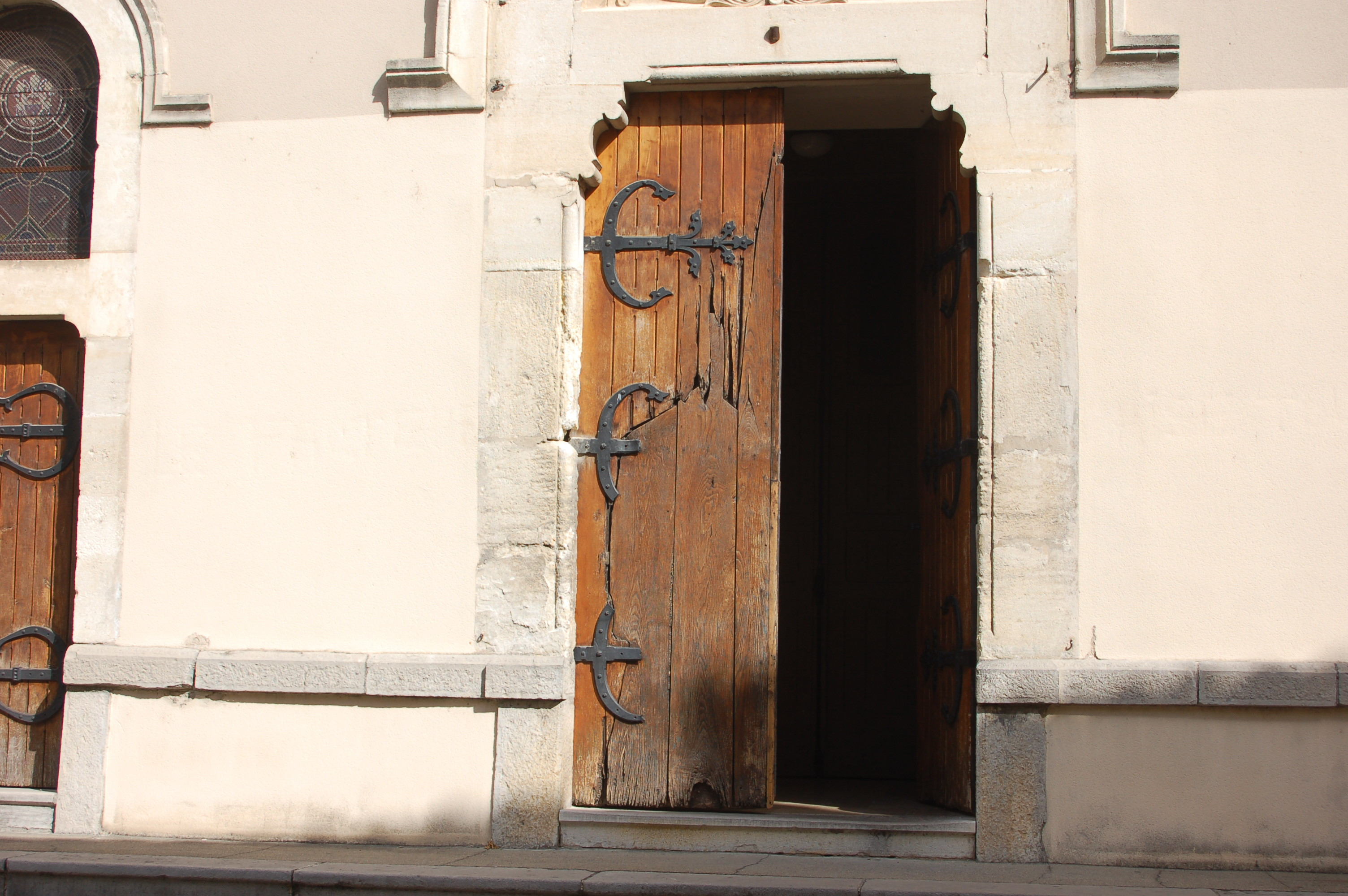
Les portes de l'église abîmées lors des inventaires.

## Architecture
Les peintures située dans l'église sont l’œuvre des peintres Melchior Doze et Beaufort, des élèves du peintre David. Le sol de l'église est en pente pour évacuer l'eau, en cas de crue, ces dernières étant fréquentes dans les Cévennes.